# Islamiske begreber
Islamiske begreber er begreber, som hyppigt står i tekster om islam. De stammer fra arabisk.

## Begrebernes betydning
Mange af dem hører hjemme i det traditionelle, islamiske verdenssyn og berører ofte retslige aspekter. De bliver oftest brugt i deres traditionelle betydning, men der er bestræbelser på at nydefinere nogle af dem: "jihad" forstås både defensivt-fredeligt og aggressivt. Fundamentalister har defineret betydningen og kaldes "jihadister".

## Transskription
Den latinske transskription af de arabiske bogstaver gengiver klassisk arabisk og ikke nødvendigvis de mange forskellige udtaler i de forskellige moderne arabiske dialekter. Der findes flere transskriptionssystemer, men de hjælper dem, der er fortrolige med lydlære i de arabiske sprog.
Originalformen er på listen vedføjet i arabisk skrift.

## Begrebernes opbygning
På arabisk består de fleste ord af tre radikaler eller grundkonsonanter, der angiver en bestemt grundbetydning og kan sættes sammen med forskellige vokalmønstre eller udvides med bestemte konsonanter foranstillet og efterstillet og dermed danne en række ord, der udbygger grundbetydningen. På den måde hører visse begreber sammen, selv om de ikke ligner hinanden: et europæisk fremmedord som en film (”film”), flere film (”aflam”).
Eksempler fra listen:
- s-l-m: salam, muslim, islam
- k-f-r: kufr, kafir, takfir
- r-d-d: ridda, murtadd
- j-h-d: jihad, mujahid, ijtihad
- h-j-r: hijra, muhajir
- ‘-l-m: ‘alim, ‘ulama, mu‘allim, ‘ilm

## Liste
- adab (أَدَب) klassisk dannelsesnorm, litteraturform
- adhan ( أَذَان) bønnekald
- ‘adl (عَدْل ) retfærdighed
- ‘urf (عُرْف) sædvane, sædvaneret
- ahl al-kitab (اهل الكتاب) "bogens folk", de andre monoteistiske religioner, fortrinsvist jøder og kristne
- akhira (آخِرَة) det hinsides
- Allah (الله) Gud
- bida‘ (بدع) "fornyelse" i betydningen: "et nyt påfund, som ikke er del af den oprindelige religion"
- dar ul-harb (دار الحرب ) "krigens hus", alle områder af Verden, der ikke står under islamisk herredømme.
- dar ul-'islam (دار الاسلام) "fredens hus", alle områder under islamisk herredømme.
- dawa (دعوة) oplysning om islam, mission (indre og ydre)
- dhimmi (ذمي) Monoteister, der bliver tålt med en begrænset retsstatus.
- dhikr (ذكر) fordybelse i bøn, anråbelse af Gud
- eman
- kalif خَلِيفَة – islamisk hersker (Muhammeds efterfølger), se også kalifat
- fana' (فناء) – centralt begreb i sufismen, det at "miste sig selv" i Allah
- fard (فَرْض) pligt, den kategori af handlinger, som muslimer har pligt til at udføre, delvist et modstykke til haram
- fatwa (فتوى) domserklæring
- fiqh (فقه) islamisk jura
- hadith (حَدِيث) overlevering, for det meste om profeten Muhammed
- hafiz (حافظ) en, som kender Koranen udenad
- halal (هلال) tilladt (særligt om mad, hvor det svarer til det jødiske kosher), delvis modsætning til haram
- hanif (حَنِيف ) en samlebetegnelse for fem monoteistiske profeter (Adam, Abraham/Ibrahim, Moses/Musa, Jesus/Isa, Muhammed)
- haram (حَرَام) forbud, det forbudte (f.eks. forbud mod bestemte madvarer), modsætningen til "halal"
- hijab (حجاب) slør
- hijra (هِجْرَة) udrejse (Muhammed og hans følge fra Mekka til Medina)
- hadj (حَجّ ) pilgrimsfærd til Mekka, én af de fem søjler
- houri (حورية ḥūrīya; pl. ḥūrīyāt حوريات) : smukke og attråværdige pige og drenge som nogle muslimer tror bor i paradis.
- hudna (هدنة) våbenstilstand
- hadd, pl. hudud (حُدُود ) "grænser", straffe ifølge islamisk lov, der er fastlagt i Koranen
- ihram (ِحْرام ) den tilstand af indvielse (inkl. dragt og bøn), som man skal være i for at udføre hadj
- ijma (إجماع) enighed blandt ‘umma eller ‘ulama
- ijtihad (إِجْتِهَاد) juridisk begreb, domsafgørelse på grundlag af selvstændige fortolkninger af retskilderne (se fiqh)
- ‘ilm (عِلْم ) islamisk (rets-)videnskab
- imam (إِمَام) en (bønne)leder, inden for shia-islam et særligt religiøst overhoved
- imamah (إِمَامَة) imamatet
- isnad (إِسْنَاد) overleveringskæde for en hadith
- islam (إسلام) "underkastelse" (under Guds vilje), islam
- jahiliya (جاهليّة) islamisk betegnelse for den præislamiske tid med „uvidenhed“
- jamia (جامع) "forsamling" (stor) fredagsmoske, hvor der bliver prædiket, centralt forsamlingssted
- jihad (جِهَاد) "anstrengelse", "stræben", "omhu", "kamp" (for troen), ofte med våbenmagt. For det meste ensidigt oversat til ”hellig krig“
- kafir (كفير) "de vantro", hovedsageligt om ikke-tålte polyteister
- ‘ilm al-kalam (كلام) islamisk teologi
- kufr (كفر) vantro, tilhængere af kufr hedder kafir
- khawaridj (خوارج) "udvandring", en anden form for navnet på kharijitterne, en af Islams grundretninger
- khutba (خطبة) fredagsbøn
- madhhab (مَذْهَب) juridisk eller anden videnskabelig skole
- madrasa (مَدْرَسَة) koranskole eller universitet
- mahdi (مَهْدِ) den ventede verdens- og trosfornyer
- masjid (مسجد) "sted, hvor man kaster sig ned", en moske (ofte af mindre størrelse), til de fem daglige bedestunder, i modsætning til jamia.
- minbar (مِنْبَر) "podie", hævet sted til fremførelse af fredagens khutba
- mihrab (مِحْرَاب) bedeniche, som viser retningen til Mekka
- mu'allim (معلّم) almindelig lærer
- mujahedin (مجاهد) forkæmper for troen
- mufti (مفتي) (statslig anerkendt) retslærd, som kan udstede fatwaer.
- muhajir (مهاجر) "udvandrer" (f.eks. fra Indien til Pakistan)
- murtadd (مرتد ) apostat, en, som har opgivet islam, hvad der straffes med døden.
- Naskh (نسخ) "ophævelse", "abrogation", det at nogle åbenbaringer er ophævet af senere åbenbaringer.
- nahw (نَحْو) arabisk grammatik
- qibla (قبلة) bederetning
- qiyas (قِيَاس) "analogislutning" i den islamiske retsvidenskab, Fiqh
- Qur'an (قرآن) "recitation", Koranen
- salam (سلام) fred
- salat (صلاة) de fem daglige bønner, én af de fem søjler
- sawm (صَوْم) fasten i Ramadanen, én af de fem søjler
- shahada (شَهَادَة) trosbekendelsen: "Jeg bekender, at der ikke findes nogen anden guddom end den ene Gud og Muhammed er hans profet”, én af de fem søjler.
- shari‘a (شَرِيعَة) evig, egentlig uforanderlig (guddommelig), islamisk lov; basis for fiqh
- shiat (Ali) (شيعة علي) "(Alis) parti", den ene af de to store trosretninger inden for islam
- shirk (شرك) "polyteisme", "afgudsdyrkelse", "idolatri", i den videste forstand af ordet
- shura (شُورَى) rådslagning, (en ikke-valgt) rådsforsamling, ofte oversat med "parlament"
- sunna (سُنَّة) "sædvane", også navnet på den største trosretning i Islam
- tafsir (تَفْسِير) korankommentar
- takfir (تكفير) at erklære nogen for kafir, dvs. vantro.
- taqiyya (تقیة) forstillelse på grund af frygt[1]
- taqlid (تَقْلِيد) efterligning, modsætningen til ijtihad
- tasawwuf, (صُوفِي) sufisme
- tariqa (طَرِيقة) "vej", sufistisk vej eller sufistisk fællesskab om en bestemt retning
- tawhid (تَوْحِيد) "Monoteisme", enhedsbekendelsen, én af de afgørende trosgrundsætninger
- ‘ulama (علامة) (ental: 'alim (عالم) "vidende") islamisk lærd, "videnskabsmand", "udøver" af ‘ilm
- umma (أُمَّة) det fællesskab, der omfatter alle muslimer
- Wahdat al-Wujud (وحدة الوجود) sufistisk dommedag
- zakat (زكاة) almisseskat, en af de fem søjler.